# Adesmus sexlineatus
Adesmus sexlineatus là một loài bọ cánh cứng trong họ Cerambycidae.